# Flaga Botswany
Flaga Botswany – przyjęta 30 września 1966. Składa się z poziomych pasów: niebieskich, białych i czarnego, różnej szerokości. Kolor niebieski symbolizuje deszcz, co jest nawiązaniem do motta narodowego tego państwa, które brzmi Niech spadnie deszcz. Biały i czarny mają symbolizować harmonię między rasami, jak również zebry, występujące także w herbie tego kraju.